# Baccharidinae
 Baccharidinae   Less., 1830  è una sottotribù di piante angiosperme dicotiledoni della famiglia delle Asteraceae (sottofamiglia Asteroideae e tribù Astereae/clade Baccharis lineage). Baccharidinae è anche l'unica sottotribù del gruppo informale "Baccharis lineage".

## Etimologia
Il nome di questa sottotribù deriva dal relativo genere tipo Baccharis L. la cui etimologia allude al dio greco/romano Bacco (o Baccharis) Questa etimologia comunque è incerta in quanto Linneo non ha spiegato la derivazione di questo nome che è stato pubblicato nel suo Species Plantarum nel 1753.
Il nome scientifico della sottotribù è stato definito per la prima volta dal botanico tedesco Christian Friedrich Lessing (Syców, 1809 – Krasnojarsk, 1862) nella pubblicazione "Linnaea; Ein Journal für die Botanik in ihrem ganzen Umfange. Berlino - 5: 145. 1830" nel 1830.

## Descrizione

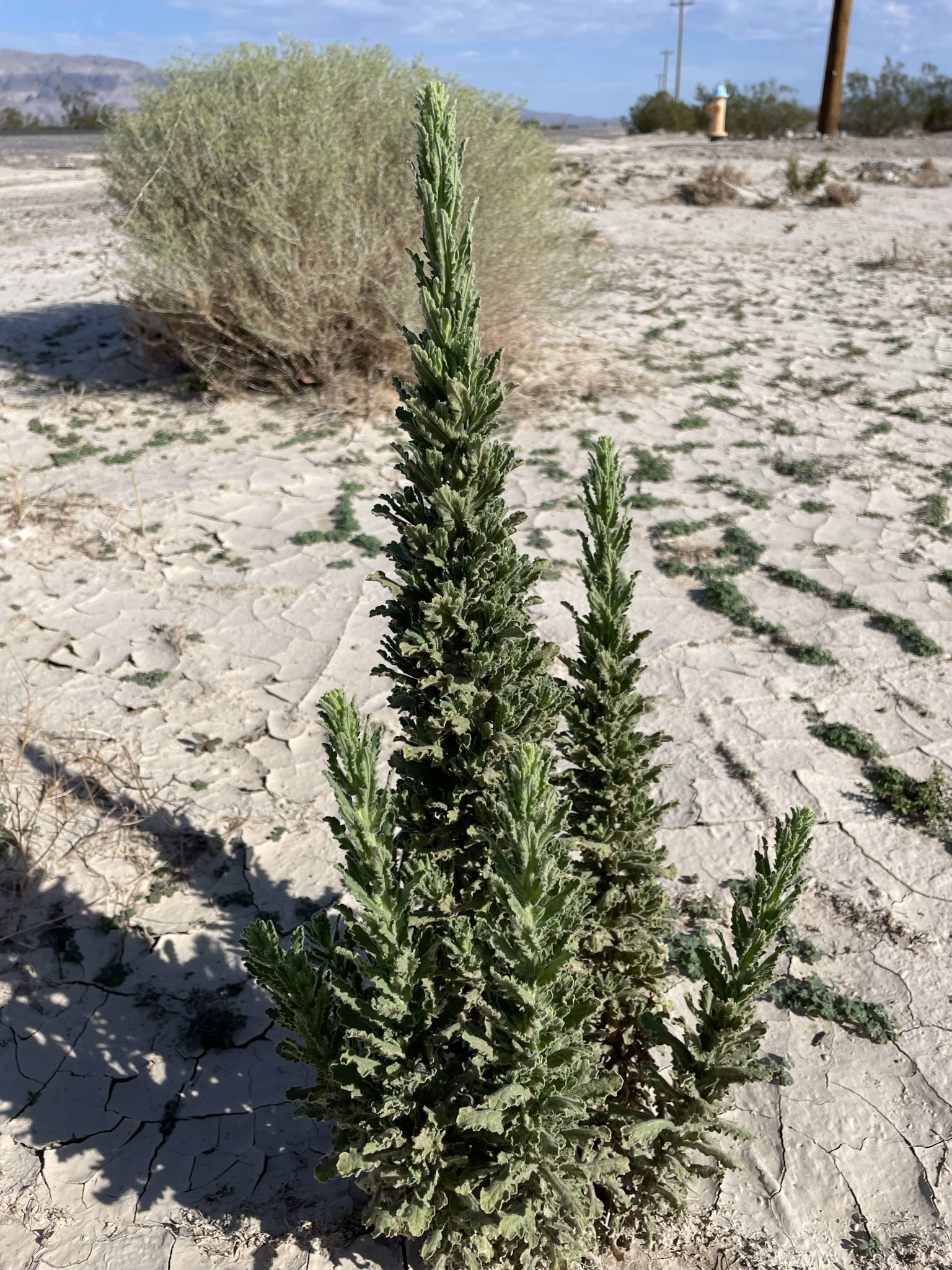
Il portamento
Laennecia_coulteri

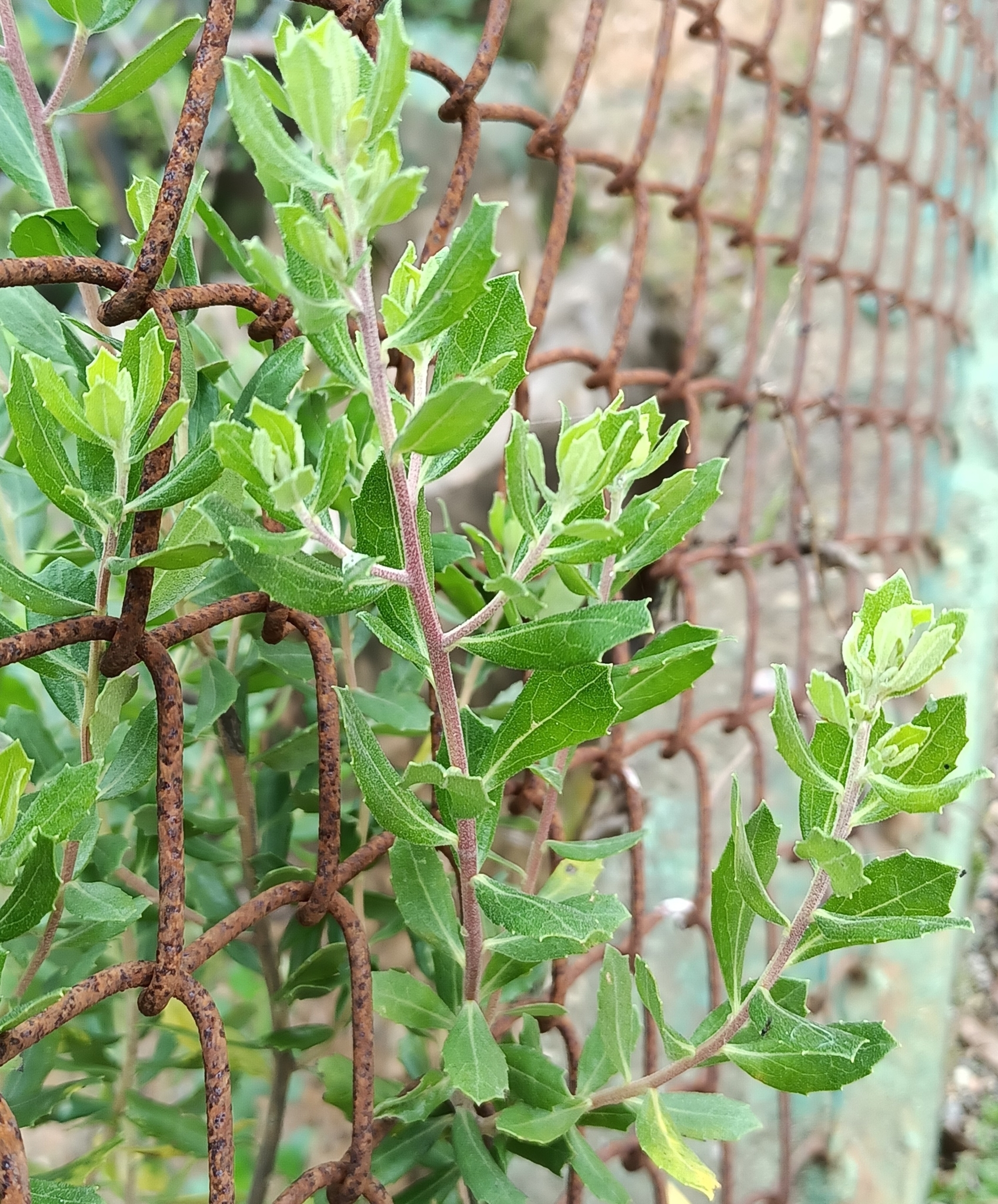
Le foglie
Baccharis_dracunculifola

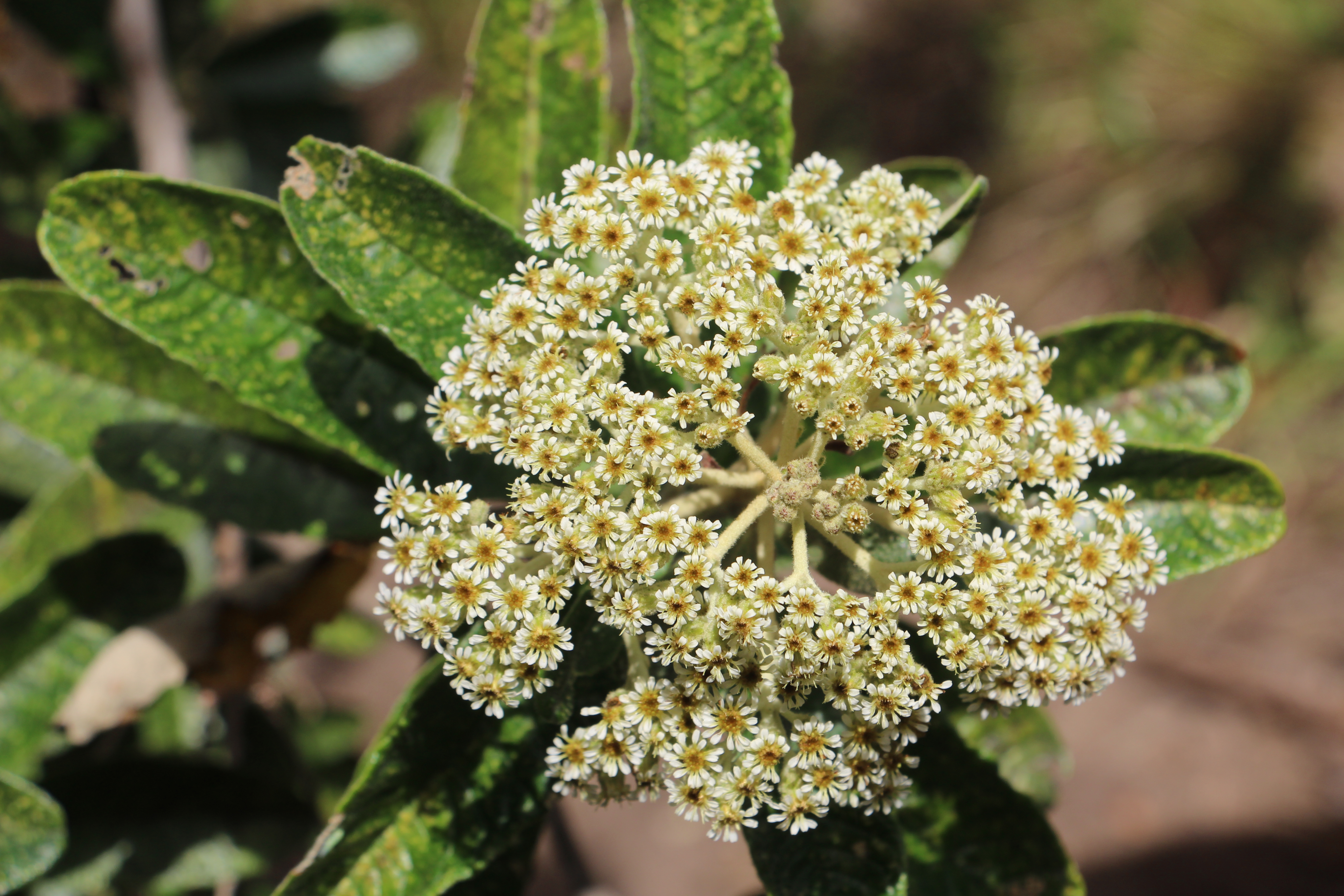
Infiorescenza
Linochilus_tenuifolius

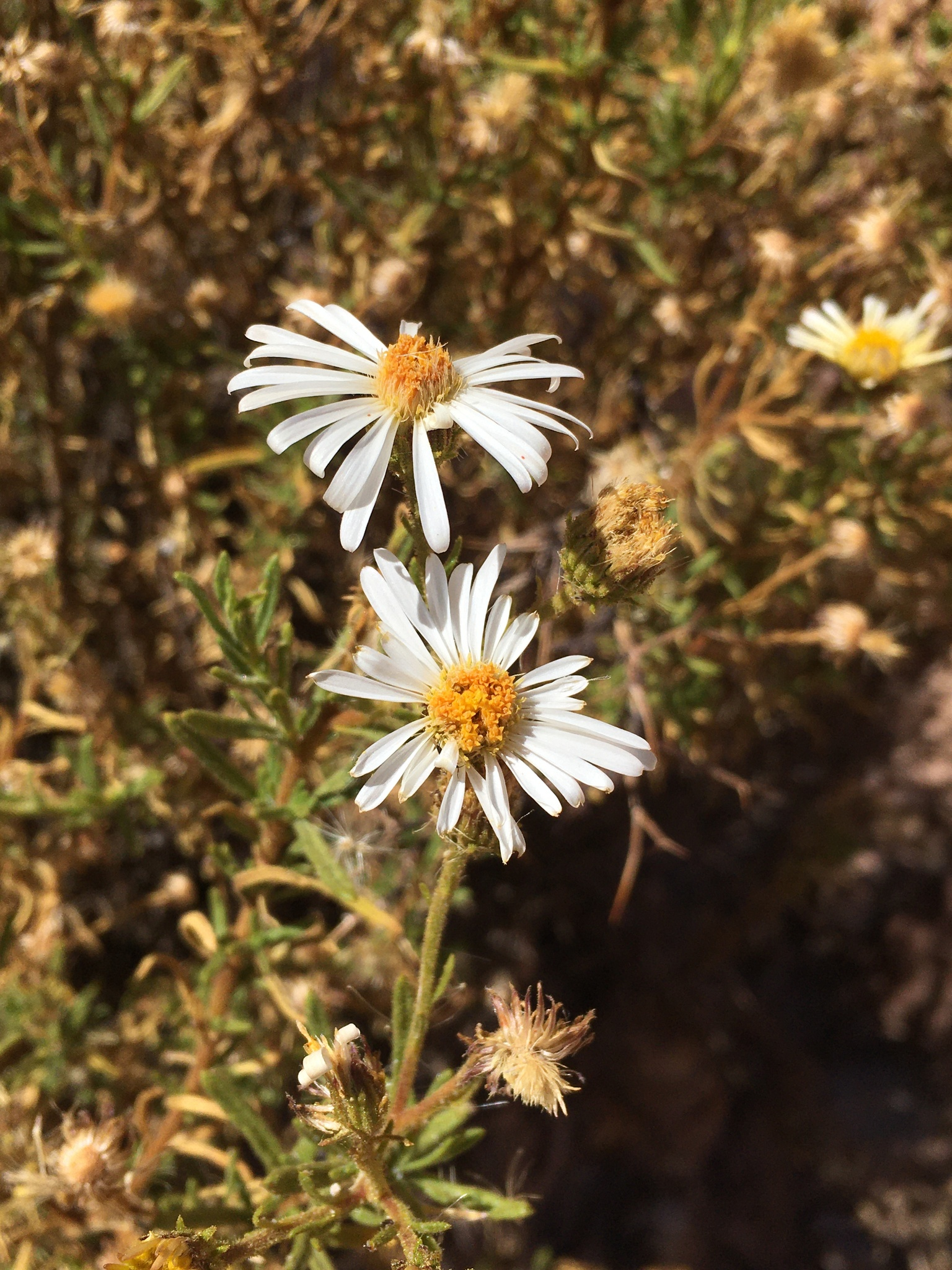
I fiori
Diplostephium_meyenii

Portamento. Le specie di questa sottotribù sono piante perenni e arbustive. Sono presenti anche alberi alti fino 6 metri. La riproduzione sessuale di queste piante è di tipo dioico (raramente è monoica); altrimenti sono piante bisessuali. Le superfici delle piante in genere sono glabre oppure resinoso-ghiandolose, punteggiate-ghiandolari o prive di ghiandole.
Fusto. I fusti (delle specie a portamento erbaceo) sono di solito eretti e ascendenti (raramente sono prostrati), altrimenti sono legnosi con portamenti arbustivi o arborei.
Foglie. Le foglie lungo il caule sono disposte in modo alternato (raramente sono opposte). Sono sia picciolate che sessili. La superficie è percorsa da 1 – 3 nervi. La lamina delle foglie può avere diverse forme: lineare, lanceolata, ovata, oblunga, obovata o romboidale; nella maggioranza delle specie la lamina è continua piccola e sottile (lesiniforme; sono presenti anche lamine a forma pennata.
Infiorescenza. Le sinflorescenze sono composte da diversi capolini raccolti in formazioni corimbose (in qualche caso panicolate o tirsoidi). Le infiorescenze vere e proprie sono composte da un capolino terminale peduncolato normalmente di tipo disciforme (ma anche radiato). I capolini sono formati da un involucro, con forme da cilindriche a campanulate o emisferiche, composto da diverse brattee (da 20 a 40), al cui interno un ricettacolo fa da base ai fiori di due tipi: fiori del raggio e fiori del disco. Le brattee, non carenate e a consistenza erbacea, sono disposte in modo più o meno embricato su 2 - 5 serie. Il ricettacolo in genere è nudo ossia senza pagliette (raramente sono presenti) a protezione della base dei fiori; la forma è piatta o da convessa a conica.
Fiori.  I fiori sono tetra-ciclici (formati cioè da 4 verticilli: calice – corolla – androceo – gineceo) e pentameri (calice e corolla formati da 5 elementi). Si distinguono in:
- fiori del raggio (esterni): sono femminili su 1 - 2 serie; sono principalmente filiformi (zigomorfi);
- fiori del disco (centrali): sono più numerosi con forme tubulose (attinomorfe); sono ermafroditi o (raramente) funzionalmente maschili.

- Formula fiorale:

*/x K {\displaystyle \infty }, [C (5), A (5)], G 2 (infero), achenio
- Calice: i sepali del calice sono ridotti ad una coroncina di squame.

- Corolla: 
  - fiori del raggio: la forma della corolla alla base è tubulosa, mentre all'apice è filiforme-ligulata; il colore varia da bianco a giallo;
  - fiori del disco: la forma è tubulare divaricata in 5 lobi; i lobi, patenti o eretti, hanno una forma deltata o più o meno lanceolata; il colore normalmente è giallo.

- Androceo: l'androceo è formato da 5 stami sorretti da filamenti generalmente liberi; gli stami sono connati e formano un manicotto circondante lo stilo; le teche (produttrici del polline) alla base sono troncate e sono lievemente auricolate (molto raramente sono speronate o hanno una coda); le appendici apicali delle antere hanno delle forme piatte e lanceolate; il tessuto endoteciale (rivestimento interno dell'antera) è quasi sempre polarizzato (con due superfici distinte: una verso l'esterno e una verso l'interno). Il polline è sferico con un diametro medio di circa 25 micron;  è tricolporato (con tre aperture sia di tipo a fessura che tipo isodiametrica o poro) ed è echinato (con punte sporgenti).[11][14]

- Gineceo: l'ovario è infero uniloculare formato da 2 carpelli.[7] Lo stilo (il recettore del polline) è profondamente bifido (con due stigmi divergenti) e con le linee stigmatiche marginali separate.[15] I due bracci dello stilo hanno una forma da lanceolata a deltoide e possono essere papillosi o ricoperti da ciuffi di peli.

Frutti. I frutti sono degli acheni con pappo:
- achenio: è piccolo e di colore marrone chiaro; la forma è cilindrica/prismatica (o compressa) con alcune coste (o nervi) longitudinali (da 5 a 10);
- pappo: è peloso composto da 25 – 50 setole disposte su una (o raramente più serie).

## Biologia
Impollinazione: l'impollinazione avviene tramite insetti (impollinazione entomogama tramite farfalle diurne e notturne).

Riproduzione: la fecondazione avviene fondamentalmente tramite l'impollinazione dei fiori (vedi sopra).

Dispersione: i semi (gli acheni) cadendo a terra sono successivamente dispersi soprattutto da insetti tipo formiche (disseminazione mirmecoria). In questo tipo di piante avviene anche un altro tipo di dispersione: zoocoria. Infatti gli uncini delle brattee dell'involucro (se presenti) si agganciano ai peli degli animali di passaggio disperdendo così anche su lunghe distanze i semi della pianta. Inoltre per merito del pappo il vento può trasportare i semi anche a distanza di alcuni chilometri (disseminazione anemocora).

## Distribuzione e habitat
Le specie di questo gruppo sono distribuite nell'America Centrale e del Sud. L'habitat preferito sono i luoghi umidi non troppo freddi. Nella tabella sottostante sono indicate in dettaglio le distribuzioni relative ai vari generi della sottotribù.

## Sistematica
La famiglia di appartenenza di questa voce (Asteraceae o Compositae, nomen conservandum) probabilmente originaria del Sud America, è la più numerosa del mondo vegetale, comprende oltre 23.000 specie distribuite su 1.535 generi, oppure 22.750 specie e 1.530 generi secondo altre fonti (una delle checklist più aggiornata elenca fino a 1.679 generi). La famiglia attualmente (2021) è divisa in 16 sottofamiglie; la sottofamiglia Asteroideae è una di queste e rappresenta l'evoluzione più recente di tutta la famiglia.

### Filogenesi
Il gruppo di questa voce è descritto nella tribù Astereae, una delle 21 tribù della sottofamiglia Asteroideae). Da un punto di vista filogenetico, la tribù Astereae fa parte del supergruppo (o sottofamiglia) "Asteroideae grade"; l'altro è il supergruppo "Non-Asteroideae" contenente il resto delle sottofamiglie delle Asteraceae. All'interno del supergruppo è vicina alle tribù Senecioneae, Calenduleae, Gnaphalieae e Anthemideae.
I caratteri più notevoli della tribù Astereae sono: la base delle antere sono prive di code e non sono calcarate (speronate); le linee stigmatiche dei bracci dello stilo sono totalmente separate; i due bracci dello stilo hanno una forma breve o allungata da lanceolata a deltoide e possono essere papillosi o ricoperti da ciuffi di peli (all'esterno, mentre all'interno sono glabri). La distribuzione della maggior parte delle specie di questo gruppo è nelle regioni temperate nord e sud.
In base alle ultime ricerche nella tribù sono stati individuati (provvisoriamente) 5 principali lignaggi:
- Basal grade: include alcuni generi isolati, il gruppo "South American-Oceania",  alcune sottotribù africane e il gruppo dei generi legnosi del Madagascar.
- Bellis lineage: comprende le sottotribù eurasiatiche e una sottotribù africana.
- Aster lineage: include i generi asiatici di Asterinae e i principali gruppi dell'Australia e dell'Oceania.
- Baccharis lineage: include alcuni gruppi sudamericani.
- North American lineage: include la vasta gamma di sottotribù del Nordamerica, Messico e alcuni gruppi distribuiti nel Sudamerica.

La sottotribù di questa voce è inclusa nel lignaggio del Sudamerica "Baccharis lineage". Le analisi attuali indicano che il suo lignaggio si è originato più volte nell'ambito della filogenesi sudamericana. Le principali sinapomorfie della sottotribù (ma anche della relativa tribù) sono:
- l'ispessimento mediano della parete esterna delle cellule epidermiche della corolla dei fiori del raggio
- le ramificazioni dello stilo con appendici sterili più o meno triangolari.

La sottotribù (e quindi il clade "Baccharis lineage") è suddivisa in nove gruppi:
| Gruppo               | Generi                                                       |
| -------------------- | ------------------------------------------------------------ |
| Baccharis group      | Baccharis - Exostigma                                        |
| Hinterhubera group   | Blakiella - Flosmutisia - Hinterhubera - Laestadia           |
| Linochilus group     | Linochilus                                                   |
| Laennecia group      | Laennecia - Talamancaster - Westoniella                      |
| Aztecaster group     | Aztecaster                                                   |
| Archibaccharis group | Archibaccharis - Plagiocheilus                               |
| Diplostephium group  | Diplostephium - Floscaldasia - Parastrephia                  |
| Pacifigeron group    | Guynesomia - Kieslingia - Pacifigeron                        |
| Podocoma group       | Asteropsis - Inulopsis - Microgyne - Podocoma - Sommerfeltia |

Il seguente cladogramma, tratto dallo studio citato e semplificato, mostra l'attuale conoscenza filogenetica della sottotribù per alcuni gruppi e generi:
|  | Laestadia                                                  |
|  |                                                            |
|  | \| \| Hinterhubera \| \| \| \| \| \| Blakiella \| \| \| \| |
|  |                                                            |
|  | Hinterhubera                                               |
|  |                                                            |
|  | Blakiella                                                  |
|  |                                                            |

|  | Hinterhubera |
|  |              |
|  | Blakiella    |
|  |              |

|  | Laestadia                                                  |
|  |                                                            |
|  | \| \| Hinterhubera \| \| \| \| \| \| Blakiella \| \| \| \| |
|  |                                                            |
|  | Hinterhubera                                               |
|  |                                                            |
|  | Blakiella                                                  |
|  |                                                            |

|  | Hinterhubera |
|  |              |
|  | Blakiella    |
|  |              |

|  | \| \| Westoniella \| \| \| \| \| \| Laennecia \| \| \| \| |
|  |                                                           |
|  | Talamancaster                                             |
|  |                                                           |
|  | Westoniella                                               |
|  |                                                           |
|  | Laennecia                                                 |
|  |                                                           |

|  | Westoniella |
|  |             |
|  | Laennecia   |
|  |             |

| _Aztecaster_group_     | Aztecaster     |
|                        | Aztecaster     |
| _Archibaccharis_group_ | Archibaccharis |
|                        | Archibaccharis |

|  | \| \| Westoniella \| \| \| \| \| \| Laennecia \| \| \| \| |
|  |                                                           |
|  | Talamancaster                                             |
|  |                                                           |
|  | Westoniella                                               |
|  |                                                           |
|  | Laennecia                                                 |
|  |                                                           |

|  | Westoniella |
|  |             |
|  | Laennecia   |
|  |             |

| _Aztecaster_group_     | Aztecaster     |
|                        | Aztecaster     |
| _Archibaccharis_group_ | Archibaccharis |
|                        | Archibaccharis |

|  | Exostigma |
|  |           |
|  | Baccharis |
|  |           |

|  | Floscaldasia                                                   |
|  |                                                                |
|  | \| \| Parastrephia \| \| \| \| \| \| Diplostephium \| \| \| \| |
|  |                                                                |
|  | Parastrephia                                                   |
|  |                                                                |
|  | Diplostephium                                                  |
|  |                                                                |

|  | Parastrephia  |
|  |               |
|  | Diplostephium |
|  |               |

|  | Exostigma |
|  |           |
|  | Baccharis |
|  |           |

|  | Floscaldasia                                                   |
|  |                                                                |
|  | \| \| Parastrephia \| \| \| \| \| \| Diplostephium \| \| \| \| |
|  |                                                                |
|  | Parastrephia                                                   |
|  |                                                                |
|  | Diplostephium                                                  |
|  |                                                                |

|  | Parastrephia  |
|  |               |
|  | Diplostephium |
|  |               |

|  | \| \| Westoniella \| \| \| \| \| \| Laennecia \| \| \| \| |
|  |                                                           |
|  | Talamancaster                                             |
|  |                                                           |
|  | Westoniella                                               |
|  |                                                           |
|  | Laennecia                                                 |
|  |                                                           |

|  | Westoniella |
|  |             |
|  | Laennecia   |
|  |             |

| _Aztecaster_group_     | Aztecaster     |
|                        | Aztecaster     |
| _Archibaccharis_group_ | Archibaccharis |
|                        | Archibaccharis |

|  | \| \| Westoniella \| \| \| \| \| \| Laennecia \| \| \| \| |
|  |                                                           |
|  | Talamancaster                                             |
|  |                                                           |
|  | Westoniella                                               |
|  |                                                           |
|  | Laennecia                                                 |
|  |                                                           |

|  | Westoniella |
|  |             |
|  | Laennecia   |
|  |             |

| _Aztecaster_group_     | Aztecaster     |
|                        | Aztecaster     |
| _Archibaccharis_group_ | Archibaccharis |
|                        | Archibaccharis |

|  | Exostigma |
|  |           |
|  | Baccharis |
|  |           |

|  | Floscaldasia                                                   |
|  |                                                                |
|  | \| \| Parastrephia \| \| \| \| \| \| Diplostephium \| \| \| \| |
|  |                                                                |
|  | Parastrephia                                                   |
|  |                                                                |
|  | Diplostephium                                                  |
|  |                                                                |

|  | Parastrephia  |
|  |               |
|  | Diplostephium |
|  |               |

|  | Exostigma |
|  |           |
|  | Baccharis |
|  |           |

|  | Floscaldasia                                                   |
|  |                                                                |
|  | \| \| Parastrephia \| \| \| \| \| \| Diplostephium \| \| \| \| |
|  |                                                                |
|  | Parastrephia                                                   |
|  |                                                                |
|  | Diplostephium                                                  |
|  |                                                                |

|  | Parastrephia  |
|  |               |
|  | Diplostephium |
|  |               |

|  | Laestadia                                                  |
|  |                                                            |
|  | \| \| Hinterhubera \| \| \| \| \| \| Blakiella \| \| \| \| |
|  |                                                            |
|  | Hinterhubera                                               |
|  |                                                            |
|  | Blakiella                                                  |
|  |                                                            |

|  | Hinterhubera |
|  |              |
|  | Blakiella    |
|  |              |

|  | Laestadia                                                  |
|  |                                                            |
|  | \| \| Hinterhubera \| \| \| \| \| \| Blakiella \| \| \| \| |
|  |                                                            |
|  | Hinterhubera                                               |
|  |                                                            |
|  | Blakiella                                                  |
|  |                                                            |

|  | Hinterhubera |
|  |              |
|  | Blakiella    |
|  |              |

|  | \| \| Westoniella \| \| \| \| \| \| Laennecia \| \| \| \| |
|  |                                                           |
|  | Talamancaster                                             |
|  |                                                           |
|  | Westoniella                                               |
|  |                                                           |
|  | Laennecia                                                 |
|  |                                                           |

|  | Westoniella |
|  |             |
|  | Laennecia   |
|  |             |

| _Aztecaster_group_     | Aztecaster     |
|                        | Aztecaster     |
| _Archibaccharis_group_ | Archibaccharis |
|                        | Archibaccharis |

|  | \| \| Westoniella \| \| \| \| \| \| Laennecia \| \| \| \| |
|  |                                                           |
|  | Talamancaster                                             |
|  |                                                           |
|  | Westoniella                                               |
|  |                                                           |
|  | Laennecia                                                 |
|  |                                                           |

|  | Westoniella |
|  |             |
|  | Laennecia   |
|  |             |

| _Aztecaster_group_     | Aztecaster     |
|                        | Aztecaster     |
| _Archibaccharis_group_ | Archibaccharis |
|                        | Archibaccharis |

|  | Exostigma |
|  |           |
|  | Baccharis |
|  |           |

|  | Floscaldasia                                                   |
|  |                                                                |
|  | \| \| Parastrephia \| \| \| \| \| \| Diplostephium \| \| \| \| |
|  |                                                                |
|  | Parastrephia                                                   |
|  |                                                                |
|  | Diplostephium                                                  |
|  |                                                                |

|  | Parastrephia  |
|  |               |
|  | Diplostephium |
|  |               |

|  | Exostigma |
|  |           |
|  | Baccharis |
|  |           |

|  | Floscaldasia                                                   |
|  |                                                                |
|  | \| \| Parastrephia \| \| \| \| \| \| Diplostephium \| \| \| \| |
|  |                                                                |
|  | Parastrephia                                                   |
|  |                                                                |
|  | Diplostephium                                                  |
|  |                                                                |

|  | Parastrephia  |
|  |               |
|  | Diplostephium |
|  |               |

|  | \| \| Westoniella \| \| \| \| \| \| Laennecia \| \| \| \| |
|  |                                                           |
|  | Talamancaster                                             |
|  |                                                           |
|  | Westoniella                                               |
|  |                                                           |
|  | Laennecia                                                 |
|  |                                                           |

|  | Westoniella |
|  |             |
|  | Laennecia   |
|  |             |

| _Aztecaster_group_     | Aztecaster     |
|                        | Aztecaster     |
| _Archibaccharis_group_ | Archibaccharis |
|                        | Archibaccharis |

|  | \| \| Westoniella \| \| \| \| \| \| Laennecia \| \| \| \| |
|  |                                                           |
|  | Talamancaster                                             |
|  |                                                           |
|  | Westoniella                                               |
|  |                                                           |
|  | Laennecia                                                 |
|  |                                                           |

|  | Westoniella |
|  |             |
|  | Laennecia   |
|  |             |

| _Aztecaster_group_     | Aztecaster     |
|                        | Aztecaster     |
| _Archibaccharis_group_ | Archibaccharis |
|                        | Archibaccharis |

|  | Exostigma |
|  |           |
|  | Baccharis |
|  |           |

|  | Floscaldasia                                                   |
|  |                                                                |
|  | \| \| Parastrephia \| \| \| \| \| \| Diplostephium \| \| \| \| |
|  |                                                                |
|  | Parastrephia                                                   |
|  |                                                                |
|  | Diplostephium                                                  |
|  |                                                                |

|  | Parastrephia  |
|  |               |
|  | Diplostephium |
|  |               |

|  | Exostigma |
|  |           |
|  | Baccharis |
|  |           |

|  | Floscaldasia                                                   |
|  |                                                                |
|  | \| \| Parastrephia \| \| \| \| \| \| Diplostephium \| \| \| \| |
|  |                                                                |
|  | Parastrephia                                                   |
|  |                                                                |
|  | Diplostephium                                                  |
|  |                                                                |

|  | Parastrephia  |
|  |               |
|  | Diplostephium |
|  |               |

I caratteri distintivi delle specie di questa sottotribù sono:
- i fiori maschili (solo stami) e femminili (solo pistilli) si trovano su piante diverse (oppure sono bisessuali);
- raramente il lembo dei fiori del raggio è allungato come una ligula;
- gli acheni sono compressi o prismatici;

Il numero cromosomico prevalente in questa sottotribù è: 2n = 18.

### Composizione della sottotribù
La sottotribù Baccharidinae comprende 24 generi e 668 specie.
| Genere                                           | N. specie                                                                       | Distribuzione                                         | Caratteri più significativi | Numeri cromosomici | Fiori |
| ------------------------------------------------ | ------------------------------------------------------------------------------- | ----------------------------------------------------- | --- | ------------------ | ----- |
| Archibaccharis Heering, 1904</smal>              | 37                                                                              | America centrale e meridionale                        | Il portamento è arbustivo dioico. - I capolini femminili possiedono al centro pochi fiori funzionalmente maschili. | 2n = 18            |       |
| Asteropsis Less., 1832                           | Una specie: Asteropsis megapotamica (Spreng.) Marchesi, Bonif. & G.Sancho, 2009 | Sud America                                           | Le piante sono poco ramose (o solamente alla base). - Le foglie hanno forme da lineari a strettamente ellittiche o obovate con margini interi. - I fiori del raggio sono disposti su 3 - 4 serie con stretti lembi ampi 1 mm. - Gli acheni sono gradualmente attenuati all'apice. |                    |       |
| Aztecaster G.L.Nesom, 1993                       | 2                                                                               | Messico                                               | Il portamento è arbustivo dioico. - Il ricettacolo è privo di pagliette. - Il pappo è composto da numerose setole. | 2n = 18            |       |
| Baccharis L., 1753                               | 431                                                                             | Sud America, America Centrale e Stati Uniti d'America | Portamento anche arboreo di alcune specie. - Le piante sono completamente dioiche o raramente monoiche. - I fiori femminili e maschili si trovano in capolini completamente separati.                                                                                             | 2n = 18            |       |
| Blakiella Cuarec., 1969                          | Una specie: Blakiella bartsiifolia (S.F.Blake) Cuarec., 1969                    | Colombia e Venezuela                                  | Il lembo dei fiori del raggio è breve. - I fiori del disco sono funzionalmente maschili. - Gli acheni dei fiori del raggio sono fusiformi o lineari con un rostro apicale. |                    |       |
| Diplostephium Kunth, 1818                        | 56                                                                              | Sud America                                           | Nei rami giovanili le foglie sono persistenti. - I fiori del disco sono tutti funzionalmente maschili. - Il pappo è composto da diverse setole. - Gli acheni dei fiori del raggio sono compressi con 3 - 5 coste.                                                                 | 2n = 18            |       |
| Exostigma G.Sancho, 2012                         | 2                                                                               | Sud America                                           | I fiori del raggio sono filiformi. - Lo stilo sporge dalle corolle dei fiori del raggio. - Gli acheni hanno due coste appena visibili. |                    |       |
| Floscaldasia Cuatrec., 1969                      | 2                                                                               | America del Sud                                       | Gli steli sono prostrati. - Sono presenti solamente foglie cauline. - La superficie degli acheni è ghiandolosa. - Le setole del pappo sono lisce. |                    |       |
| Flosmutisia Cuatrec., 1986.</smal>               | Una secie: Flosmutisia paramicola Cuatrec., 1986                                | Colombia                                              | Il portamento di queste piante è eretto o strisciante. - Gli acheni sono provvisti di pappo. |                    |       |
| Guynesomia Bonif. & G.Sancho, 2004               | Una specie: Guynesomia scoparia (Phil.) Bonif. & G.Sancho, 2004                 | Cile                                                  | Le sinflorescenze sono formate da 15 - 40 capolini raccolti in racemi o tirsi. - L'involucro ha delle forme cilindriche. - I fiori femminili sono corti. |                    |       |
| Hinterhubera Sch.Bip., 1841                      | 9                                                                               | Colombia e Venezuela                                  | Il portamento è arbustivo di tipo ericoide. - La corolla dei fiori femminili termina con 4 - 5 stretti lobi. |                    |       |
| Inulopsis O.Hoffm., 1890                         | 4                                                                               | Sud America                                           | Le foglie sono più o meno tutte basali. - Le sinflorescenze sono scapose (singoli capolini). - I fiori del disco hanno l'ovario sterile. - Gli acheni sono privi di ghiandole. | 2n = 18            |       |
| Kieslingia Faúndez, Saldivia & A.E.Martic., 2014 | Una specie: Kieslingia chilensis Faúndez, Saldivia & A.E.Martic., 2014          | Cile                                                  | Le foglie sono profondamente trifide. - I capolini sono omogami discoidali. - I ricettacoli sono alveolati e sono privi di pagliette. |                    |       |
| Laennecia Cass., 1822                            | 19                                                                              | America dagli Stati Uniti d'America all'Argentina     | Le foglie principalmente sono cauline, in alcune specie le foglie basali sono persistenti. - I capolini si trovano su rami frondosi. - Gli ovari dei fiori del disco sono fertili. - Gli acheni sono ghiandolosi.                                                                 | 2n = 18            |       |
| Laestadia Kunth ex Less., 1832                   | 6                                                                               | America (meridionale e centrale)                      | Il portamento di queste piante è soprattutto strisciante. - Il pappo non è presente. |                    |       |
| Linochilus Benth., 1845                          | 59                                                                              | America centrale                                      | Il portamento è arbustivo o piccolo-arboreo fino a 10 m. - Le sinflorescenze sono formate da oltre 100 capolini. - Le ligule dei fiori del raggio sono lunghe al massimo 9 mm. - L'habitat è relativo alla parte alta della foresta andina.                                       | 2n = 18            |       |
| Microgyne Cass., 1827                            | 2                                                                               | Sud America                                           | Gli steli e le foglie sono ricoperte di ghiandole punteggiate sessili. - L'ovario dei fiori del disco è sterile. |                    |       |
| Pacifigeron G.L.Nesom, 1994                      | 2                                                                               | Tubuai (Polinesia Francese sud-occidentale)           | Le foglie sono raccolte al termine dei rami. - Le infiorescenze sono sessili e terminali. - Solamente gli acheni dei fiori del raggio sono leggermente compressi con 9 - 11 coste.                                                                                                |                    |       |
| Parastrephia Nutt., 1841                         | 5                                                                               | Sud America                                           | La ramatura è densa tipo cipresso. - Le setole interne del pappo sono più lunghe delle scaglie esterne. |                    |       |
| Plagiocheilus Arn. ex DC., 1838                  | 6                                                                               | America del Sud                                       | Il portamento è erbaceo perenne. - La corolla dei fiori del raggio è bilabiata. - Il pappo è mancante (o rudimentale). | 2n = 18            |       |
| Podocoma Cass., 1817                             | 7                                                                               | Sud America                                           | L'indumento varia da glabro a scabro o ispido-peloso (mai aracnoideo). - Le foglie talvolta sono persistenti. - I capolini larghi 7 - 15 mm sono solitari e scaposi. - L'ovario dei fiori del disco è fertile.                                                                    | 2n = 18            |       |
| Sommerfeltia Less., 1832                         | 2                                                                               | Sud America                                           | Le foglie e i rami sono ricoperti densamente da ghiandole stipitate (non aracnoidi). - L'ovario dei fiori del disco è sterile. |                    |       |
| Talamancaster Pruski, 2017                       | 6                                                                               | America centrale                                      | I fiori del raggio sono corti e rosati e in poche serie. - I fiori del disco hanno 5 lobi glabri con antere apicolate. - Gli acheni sono compressi e privi di pappo. |                    |       |
| Westoniella Cuatrec., 1977                       | 6                                                                               | America centrale                                      | Il portamento è piccolo-arbustivo. - Le foglie possono essere ricoperte da ghiandole stipitate. - La corolla dei fiori del raggio è più ampia nella metà superiore e leggermente ristretta in punta.                                                                              |                    |       |

### Sinonimi
Sono elencati alcuni sinonimi per questa entità:
- Hinterhuberinae  Cuatrec., 1969
- Podocominae  G.L. Nesom, 1994